# Leichtathletik-Weltmeisterschaften 2015/200 m der Frauen

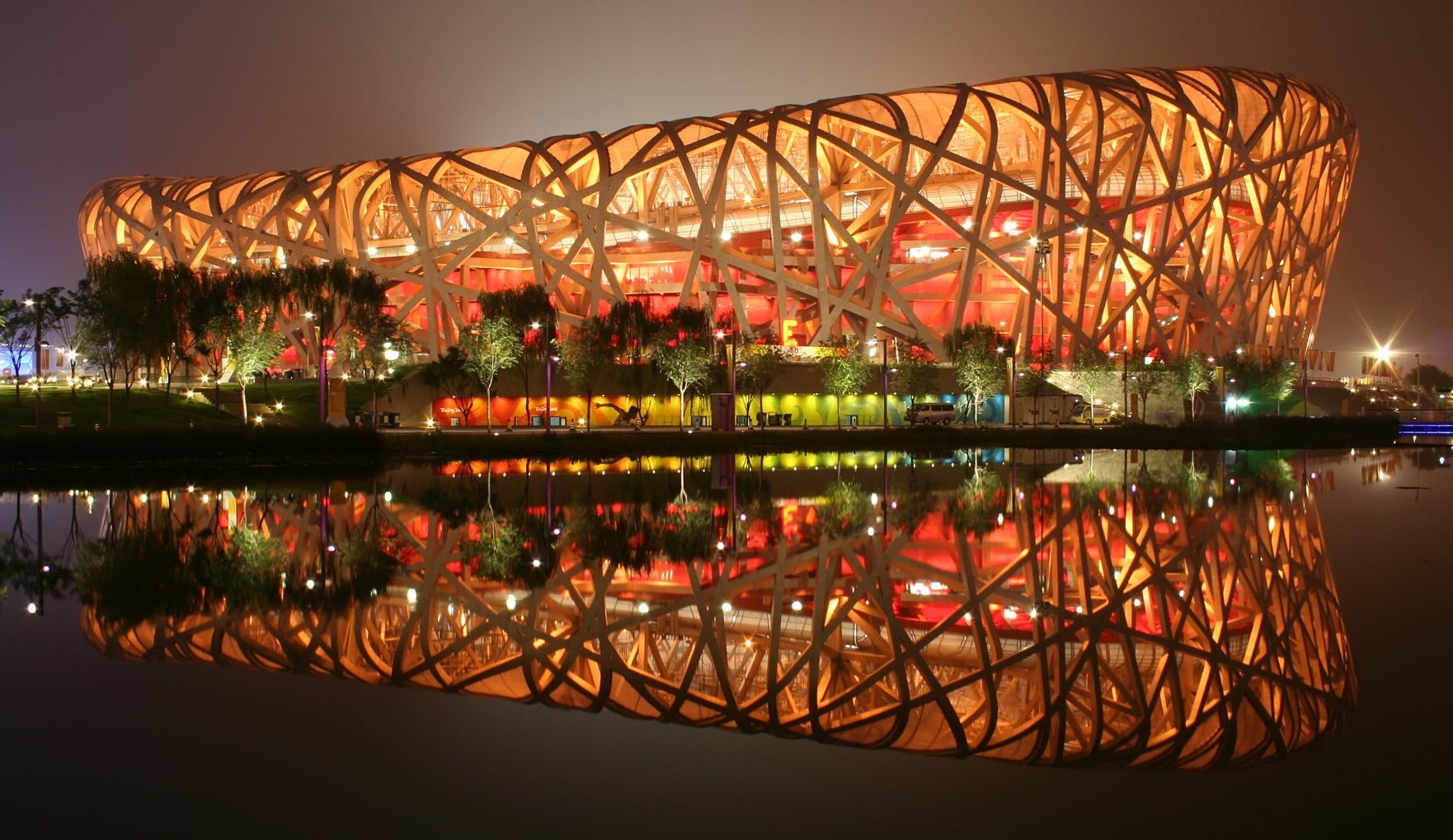
Das Nationalstadion Peking während der Weltmeisterschaften

Der 200-Meter-Lauf der Frauen bei den Leichtathletik-Weltmeisterschaften 2015 wurde am 26. 27. und 28. August 2015 im Nationalstadion der chinesischen Hauptstadt Peking ausgetragen.
In diesem Wettbewerb errangen die Sprinterinnen aus Jamaika mit Silber und Bronze zwei Medaillen.
Weltmeisterin wurde die niederländische WM-Dritte von 2013 im Siebenkampf Dafne Schippers. Sie hatte sich nun mehr den Sprintstrecken zugewandt, war dort im Jahr zuvor Doppeleuropameisterin über 100 und 200 Meter geworden und hatte außerdem schon 2012 EM-Bronze mit der Sprintstaffel ihres Landes gewonnen. Hier in Peking hatte es vier Tage zuvor darüber hinaus Silber über 100 Meter für sie gegeben.
Silber ging an Elaine Thompson, die einen Tag später als Mitglied der 4-mal-100-Meter-Staffel ihres Landes Weltmeisterin wurde.
Bronze gewann mit Veronica Campbell-Brown eine der erfahrensten Athletinnen dieser Weltmeisterschaften. Sie war über 200 Meter zweifache Olympiasiegerin (2004/2008), Weltmeisterin von 2011 und zweifache Vizeweltmeisterin (2007/2009). Über 100 Meter hatte sie 2007 WM-Gold, 2005/2011 jeweils WM-Silber gewonnen und war 2004/2012 jeweils Olympiadritte geworden. Zahlreiche Medaillen hatte sie außerdem mit der Sprintstaffel ihres Landes errungen: 2004 Olympiagold, 2000/2012 jeweils Olympiasilber, 2005/2007/2011 jeweils WM-Silber. Hier in Peking war sie wie Elaine Thompson Mitglied der jamaikanischen Goldstaffel.

## Rekorde

### Bestehende Rekorde
| Weltrekord | Florence Griffith-Joyner             | 21,34 s | OS von Seoul, Südkorea | 29. September 1988 |
| WM-Rekord  | Silke Gladisch (später Silke Möller) | 21,74 s | WM in Rom, Italien     | 3. September 1987  |

### Rekordverbesserung
Die niederländische Weltmeisterin Dafne Schippers verbesserte den bestehenden WM-Rekord im Finale am 28. August um elf Hundertstelsekunden auf 21,63 s (Wind: +0,2 m/s).
Es wurden außerdem eine Weltjahresbestleistung, ein Kontinentalrekord und drei Landesrekorde erzielt:
- Weltjahresbestleistung:
  - 21,63 s – Dafne Schippers (Niederlande), Finale, Wind: +0,2 m/s
- Kontinentalrekord:
  - 21,63 s (Europarekord) – Dafne Schippers (Niederlande), Finale, Wind: +0,2 m/s
- Landesrekorde:
  - 22,64 s – Mujinga Kambundji (Schweiz), erstes Halbfinale, Wind: −0,1 m/s
  - 22,77 s – Wiktorija Sjabkina (Kasachstan), erstes Halbfinale, Wind: −0,1 m/s
  - 22,64 s – Dina Asher-Smith (Großbritannien), Finale, Wind: +0,2 m/s

## Vorläufe
Aus den sieben Vorläufen qualifizierten sich die jeweils drei Ersten jedes Laufes – hellblau unterlegt – und zusätzlich die drei Zeitschnellsten – hellgrün unterlegt – für das Halbfinale.

### Lauf 1
26. August 2015, 19:15 Uhr (13:15 Uhr MESZ)

Wind: −0,9 m/s
| Platz | Bahn | Name               | Land        | Zeit (s) |
| ----- | ---- | ------------------ | ----------- | -------- |
| 1     | 6    | Candyce McGrone    | USA         | 22,45    |
| 2     | 7    | Mujinga Kambundji  | Schweiz     | 22,92    |
| 3     | 9    | Wiktorija Sjabkina | Kasachstan  | 22,92    |
| 4     | 3    | Ramona Papaioannou | Zypern      | 23,30    |
| 5     | 4    | Ella Nelson        | Australien  | 23,33    |
| 6     | 5    | Celiangeli Morales | Puerto Rico | 23,34    |
| 7     | 8    | Anna Kukuschkina   | Russland    | 23,47    |

### Lauf 2

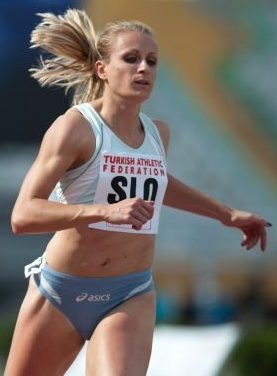
Sabina Veit schied als Vierte ihres Vorlaufs aus

26. August 2015, 19:22 Uhr (13:22 Uhr MESZ)

Wind: +0,2 m/s
| Platz | Bahn | Name               | Land                           | Zeit (s) |
| ----- | ---- | ------------------ | ------------------------------ | -------- |
| 1     | 8    | Marie-Josée Ta Lou | Elfenbeinküste                 | 22,73 PB |
| 2     | 7    | Jenna Prandini     | USA                            | 22,95    |
| 3     | 5    | Justine Palframan  | Südafrika                      | 23,09    |
| 4     | 9    | Sabina Veit        | Slowenien                      | 23,18    |
| 5     | 4    | Natalija Strohowa  | Ukraine                        | 23,25    |
| 6     | 3    | Kamaria Durant     | Trinidad und Tobago            | 23,25    |
| 7     | 6    | Kineke Alexander   | St. Vincent und die Grenadinen | 23,30    |

### Lauf 3

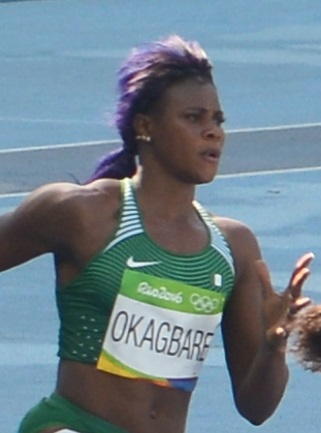
Blessing Okagbare trat zu ihrem Vorlauf nicht an

26. August 2015, 19:29 Uhr (13:29 Uhr MESZ)

Wind: +0,2 m/s
| Platz | Bahn | Name               | Land         | Zeit (s) |
| ----- | ---- | ------------------ | ------------ | -------- |
| 1     | 5    | Jeneba Tarmoh      | USA          | 22,79    |
| 2     | 7    | Gloria Hooper      | Italien      | 22,99 SB |
| 3     | 6    | Kimberly Hyacinthe | Kanada       | 23,03    |
| 4     | 3    | Maria Belimbasaki  | Griechenland | 23,15    |
| 5     | 9    | Isidora Jiménez    | Chile        | 23,22    |
| 6     | 8    | Kelly Proper       | Irland       | 23,28    |
| DNS   | 4    | Blessing Okagbare  | Nigeria      |          |

### Lauf 4
26. August 2015, 19:36 Uhr (13:36 Uhr MESZ)

Wind: +0,2 m/s
| Platz | Bahn | Name                   | Land                         | Zeit (s) |
| ----- | ---- | ---------------------- | ---------------------------- | -------- |
| 1     | 5    | Elaine Thompson        | Jamaika                      | 22,78    |
| 2     | 7    | Bianca Williams        | Großbritannien               | 22,85 SB |
| 3     | 9    | Khamica Bingham        | Kanada                       | 22,90    |
| 4     | 4    | Maja Mihalinec         | Slowenien                    | 23,05 PB |
| 5     | 3    | Nercely Soto           | Venezuela                    | 23,16    |
| 6     | 8    | LaVerne Jones-Ferrette | Amerikanische Jungferninseln | 23,83    |
| DNS   | 6    | Natalija Pohrebnjak    | Ukraine                      |          |

Im vierten Vorlauf ausgeschiedene Sprinterinnen:

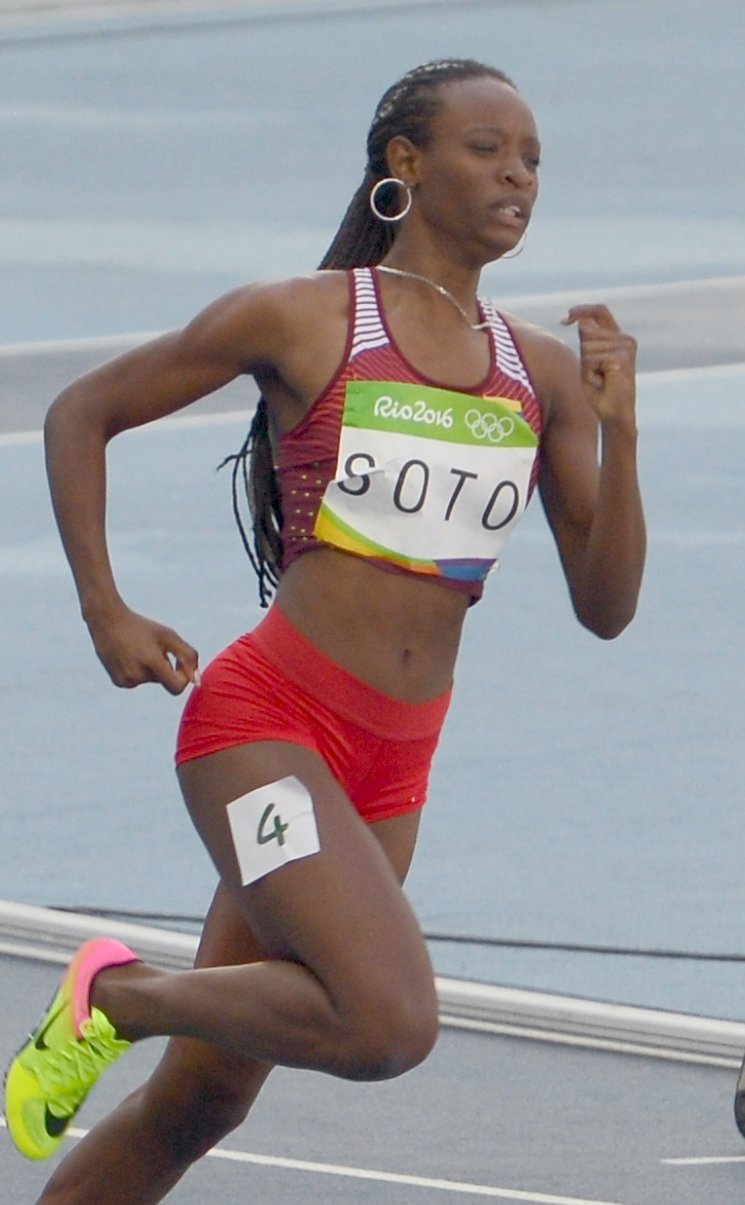
Nercely Soto Rang fünf in 23,16 s
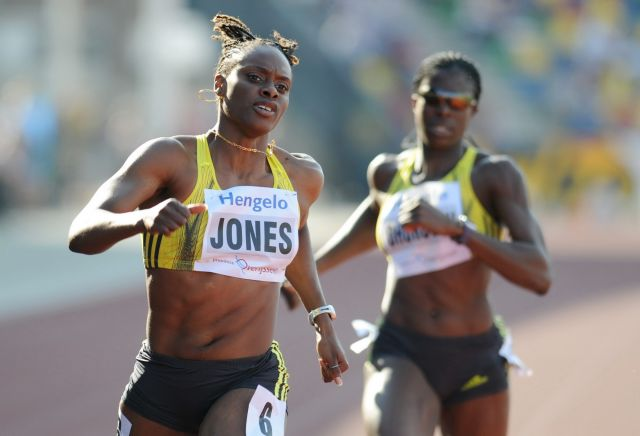
LaVerne Jones-Ferrette Rang sechs in 23,82 s
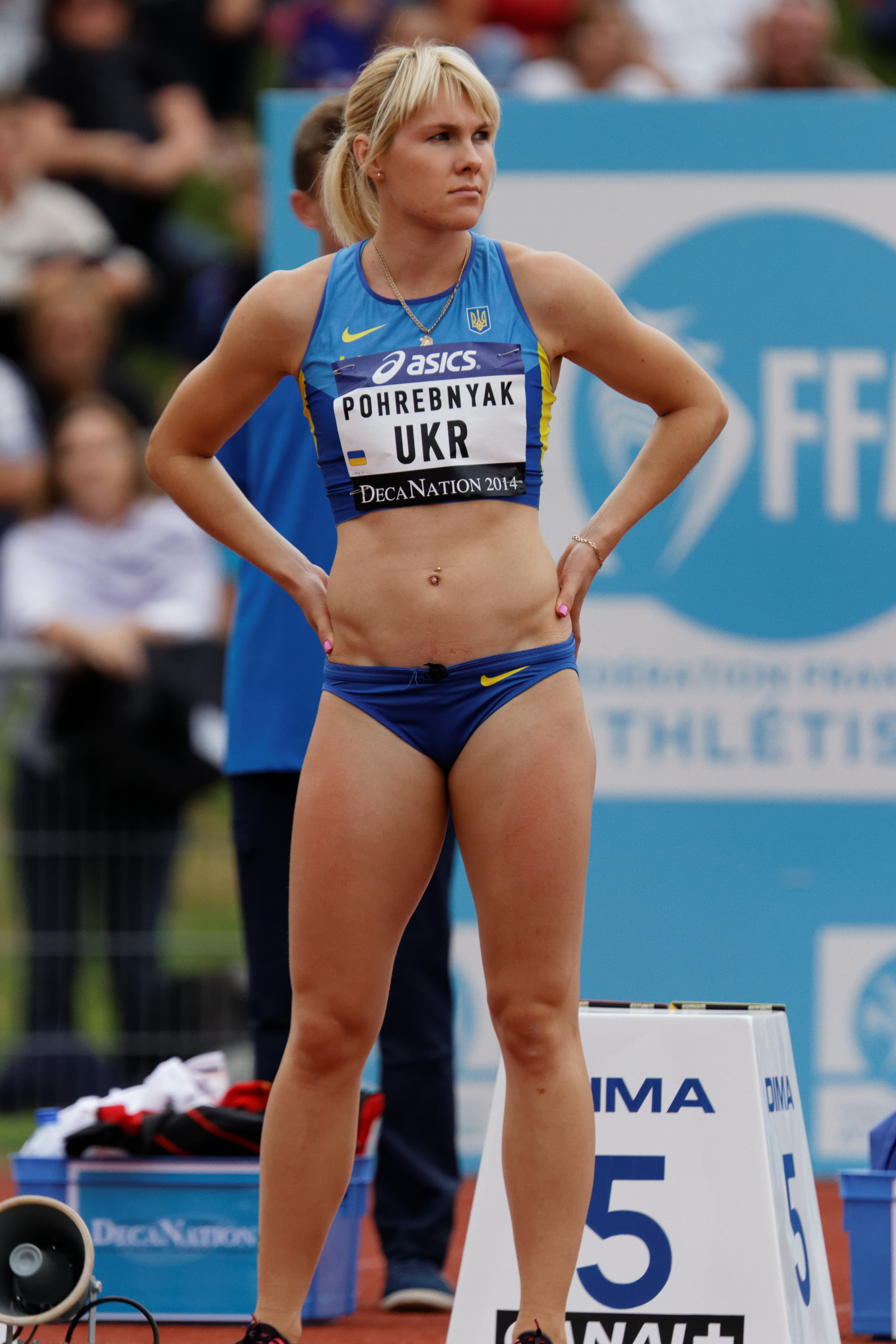
Natalija Pohrebnjak nicht am Start

### Lauf 5
26. August 2015, 19:43 Uhr (13:43 Uhr MESZ)

Wind: +0,1 m/s
Ein ziemlich außergewöhnliches Ereignis spielte sich während dieses Vorlaufs ab. Die vielfache Medaillengewinnerin Veronica Campbell-Brown aus Jamaika begann das Rennen auf Bahn fünf und beendete es auf der sechsten Bahn. Am Ende der Kurve war sie auf die Bahn der Britin Margaret Adeoye gewechselt, die einige Meter hinter Campbell-Brown gelegen hatte. Da Adeoye nicht behindert worden war, blieb Campbell-Browns Bahnwechsel ohne Konsequenzen für sie. Sie hatte diesen Vorlauf gewonnen und auch die Britin qualifizierte sich für das Halbfinale.
| Platz | Bahn | Name                    | Land                | Zeit (s) |
| ----- | ---- | ----------------------- | ------------------- | -------- |
| 1     | 5    | Veronica Campbell-Brown | Jamaika             | 22,79    |
| 2     | 7    | Semoy Hackett           | Trinidad und Tobago | 22,89    |
| 3     | 6    | Margaret Adeoye         | Großbritannien      | 23,10    |
| 4     | 3    | Crystal Emmanuel        | Kanada              | 23,22    |
| 5     | 2    | Chisato Fukushima       | Japan               | 23,30    |
| 6     | 9    | Cynthia Bolingo Mbongo  | Belgien             | 23,45    |
| 7     | 8    | Liang Xiaojing          | Volksrepublik China | 23,57 PB |
| 8     | 4    | Shanti Pereira          | Singapur            | 24,22    |

Im fünften Vorlauf ausgeschiedene Sprinterinnen:

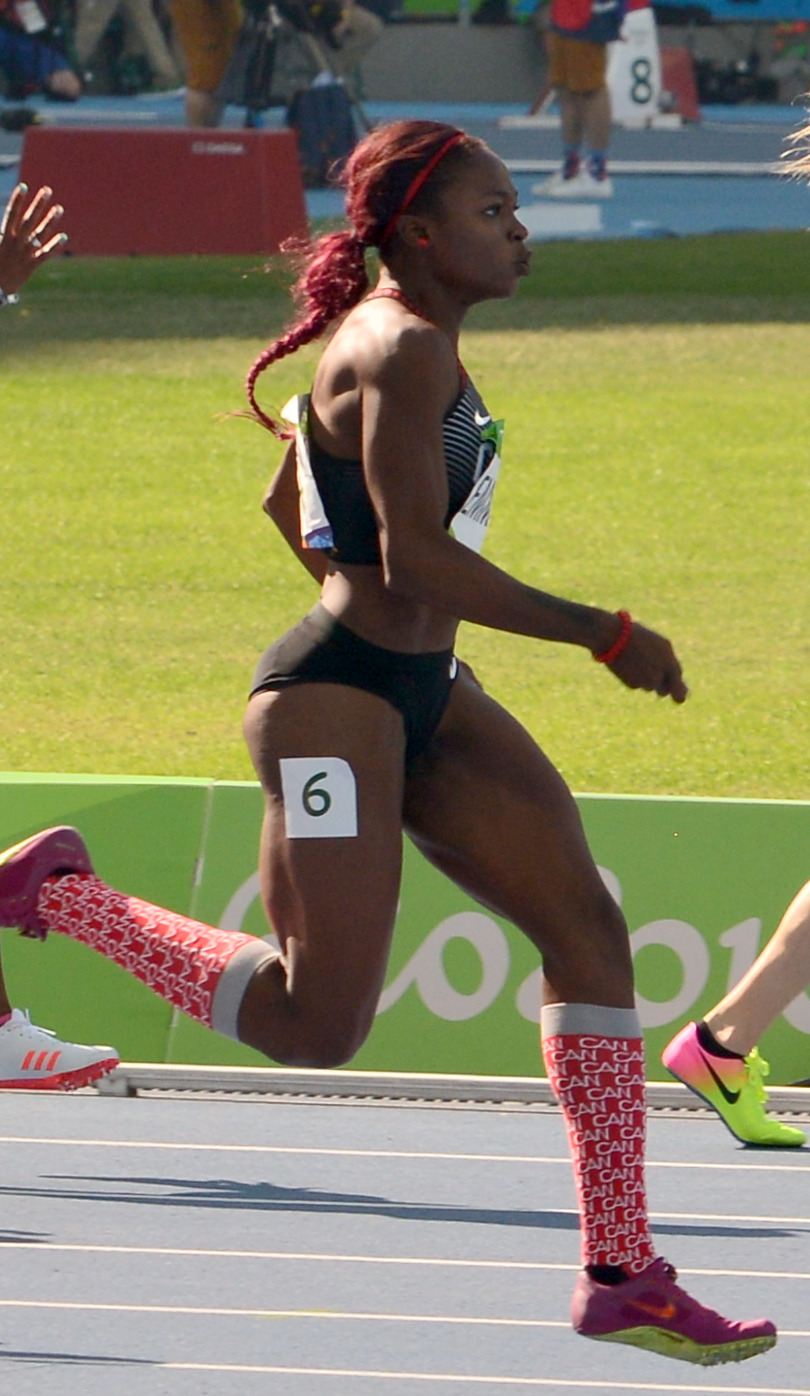
Crystal Emmanuel Rang vier in 23,22 s
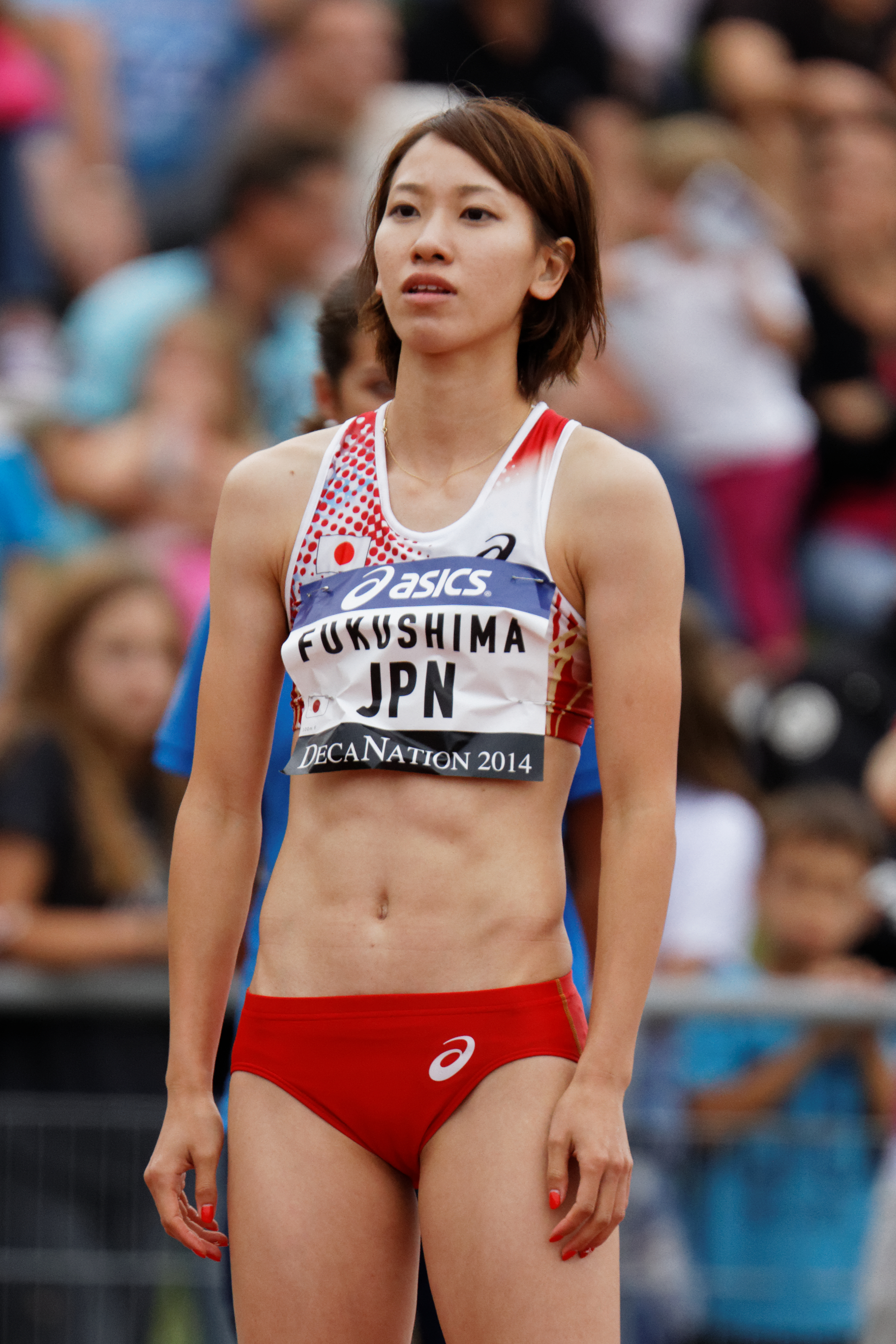
Chisato Fukushima Rang fünf in 23,30 s
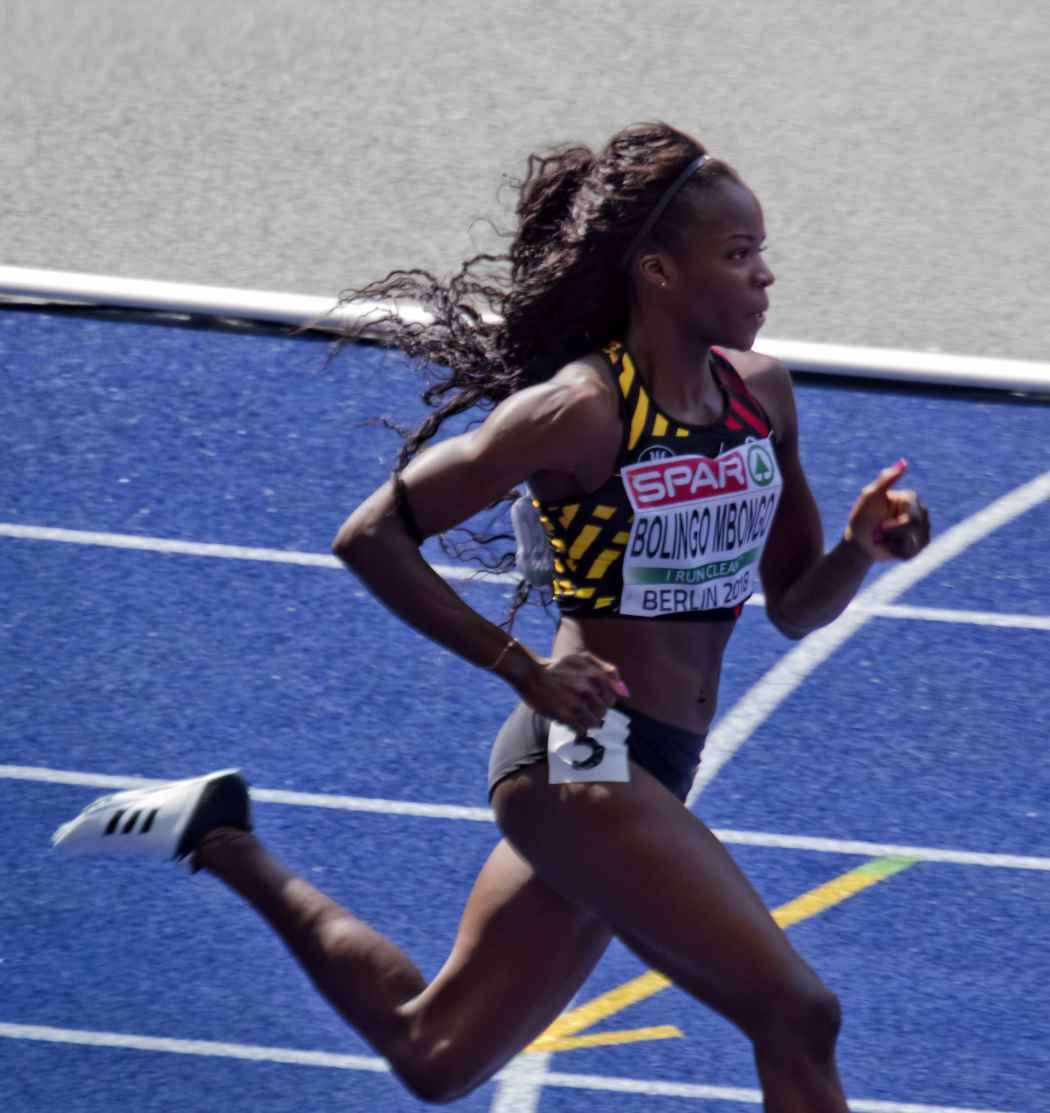
Cynthia Bolingo Mbongo Rang sechs in 23,45 s
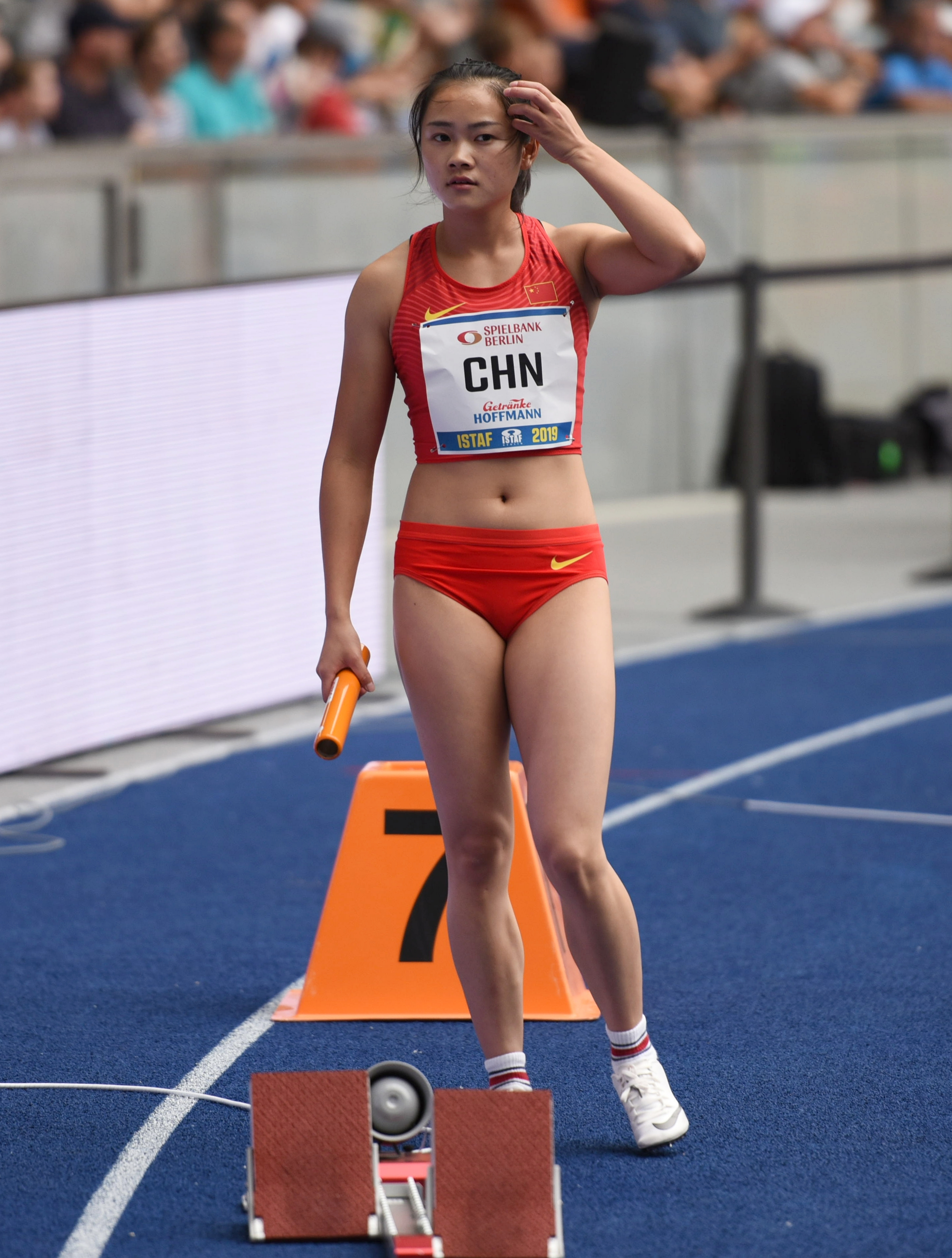
Liang Xiaojing Rang sieben in 23,57 s
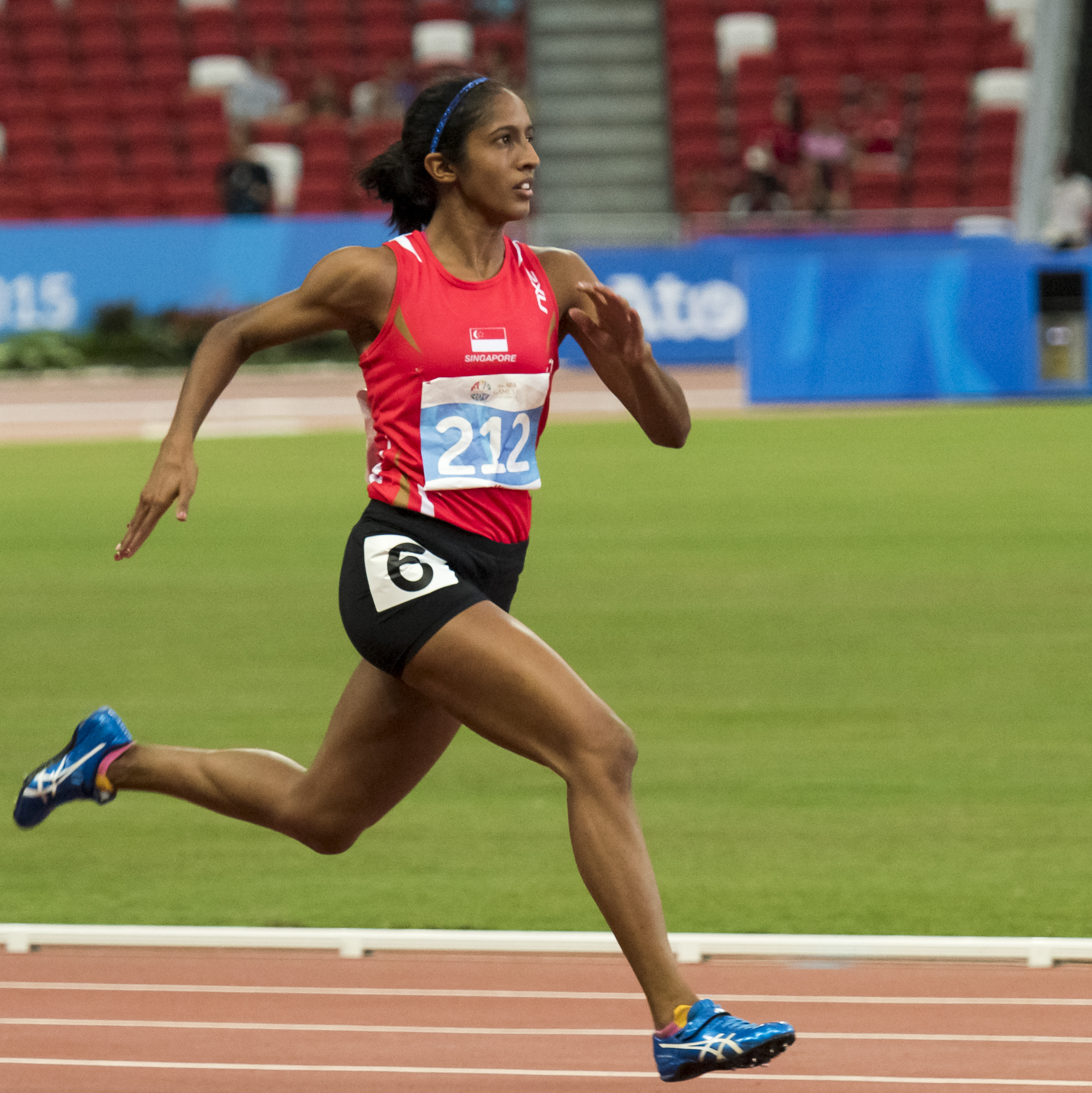
Shanti Pereira Rang acht in 24,22 s

### Lauf 6

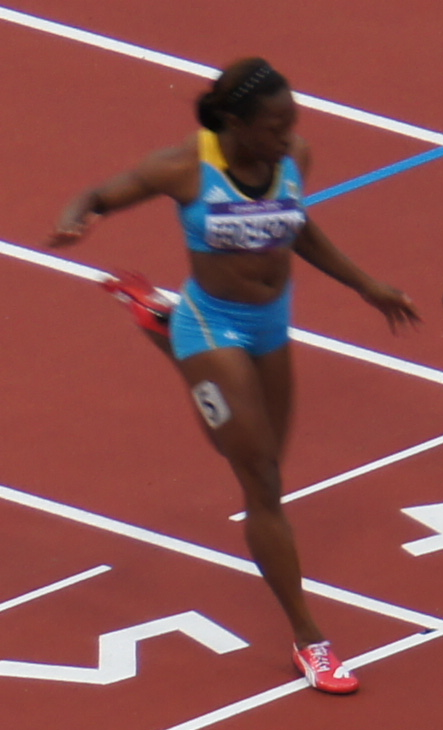
Sheniqua Ferguson – ausgeschieden als Sechste in 23,44 s
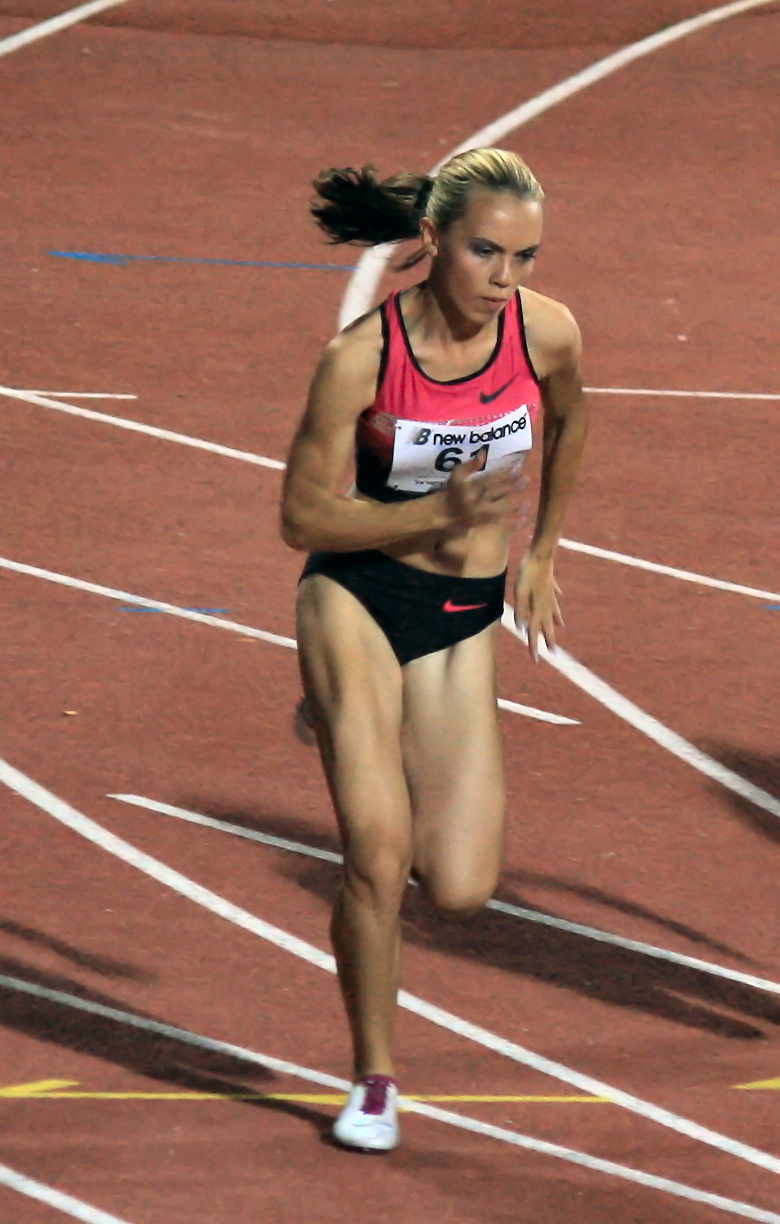
Olga Lenskiy – ausgeschieden als Siebte in 23,63 s

26. August 2015, 19:50 Uhr (13:50 Uhr MESZ)

Wind: +0,2 m/s
| Platz | Bahn | Name                | Land                | Zeit (s) |
| ----- | ---- | ------------------- | ------------------- | -------- |
| 1     | 7    | Dafne Schippers     | Niederlande         | 22,58    |
| 2     | 5    | Rosângela Santos    | Brasilien           | 23,05    |
| 3     | 9    | Reyare Thomas       | Trinidad und Tobago | 23,09    |
| 4     | 6    | Chrystyna Stuj      | Ukraine             | 23,21    |
| 5     | 3    | Jekaterina Smirnowa | Russland            | 23,99    |
| 6     | 4    | Sheniqua Ferguson   | Bahamas             | 23,44    |
| 7     | 8    | Olga Lenskiy        | Israel              | 23,63    |

### Lauf 7

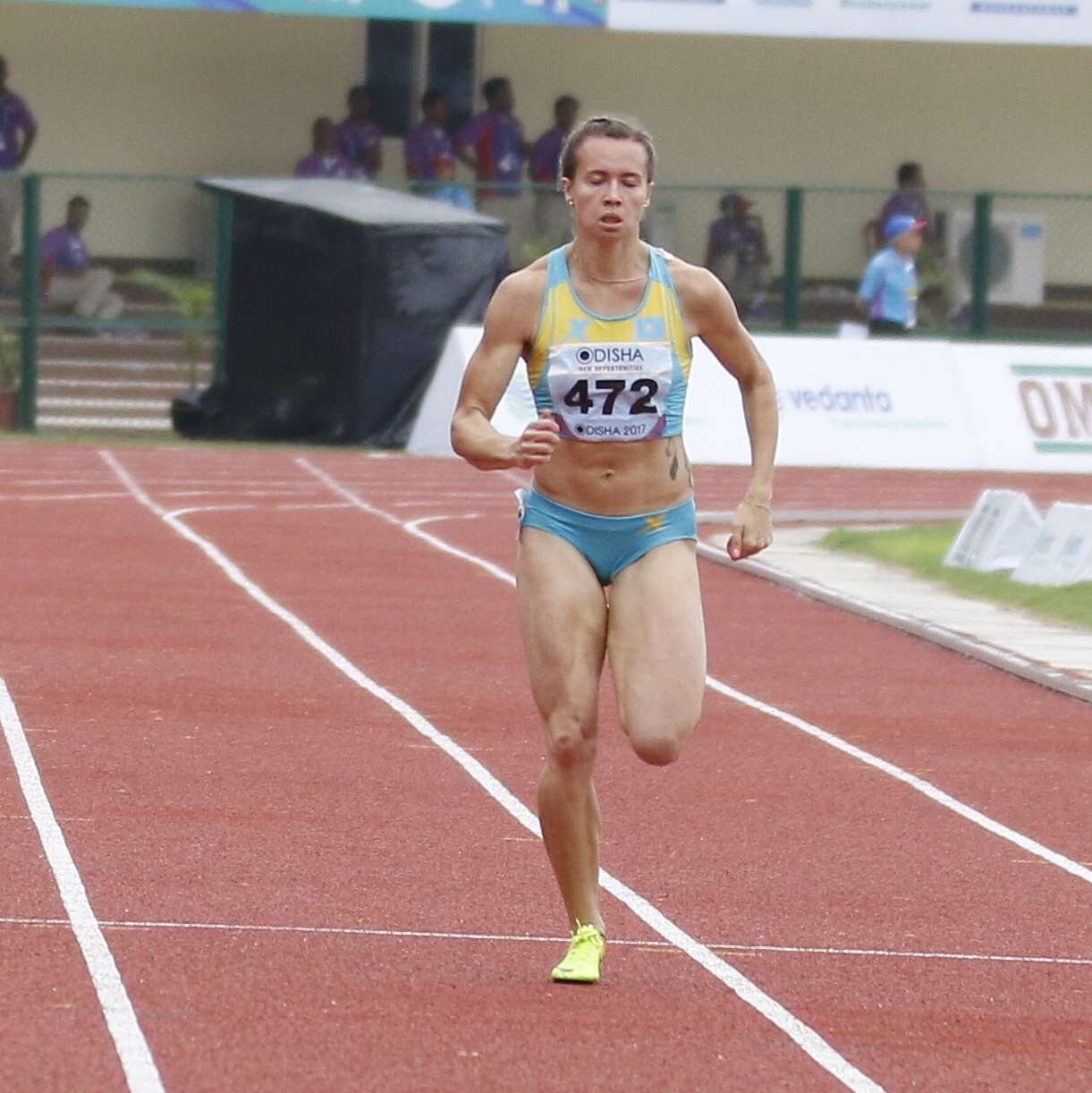
Olga Safronowa – ausgeschieden als Fünfte in 23,28 s
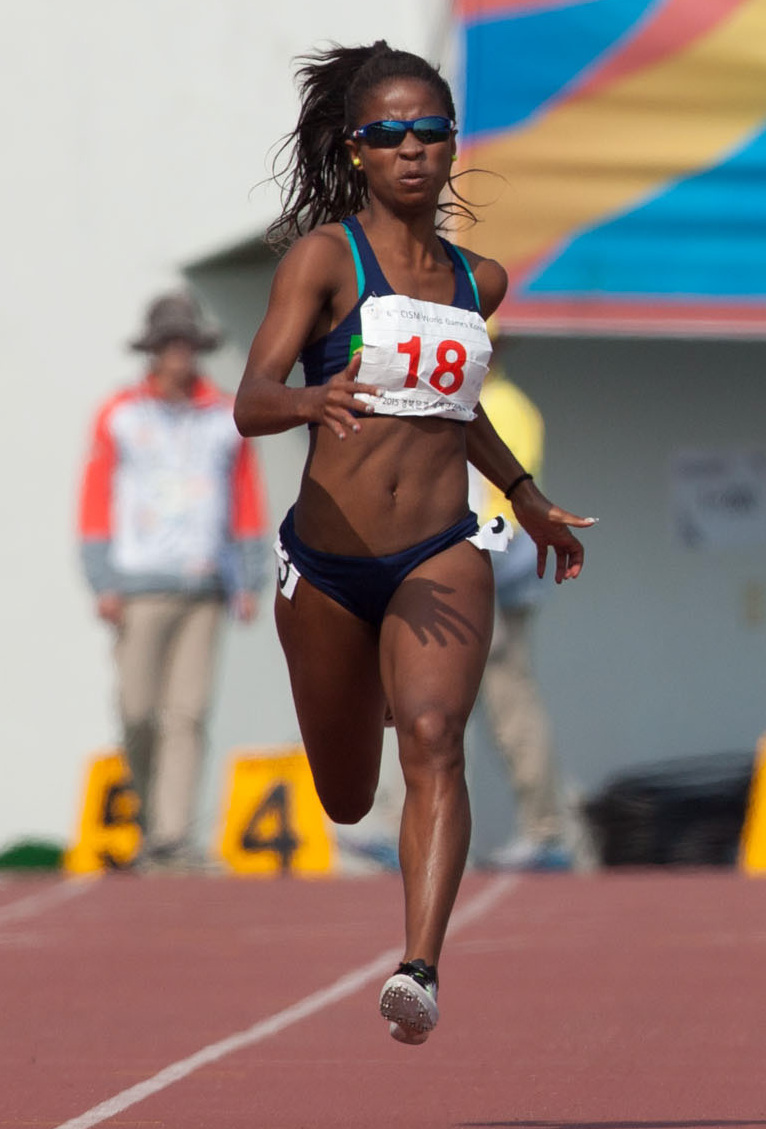
Vitória Cristina Rosa – ausgeschieden als Sechste in 23,32 s
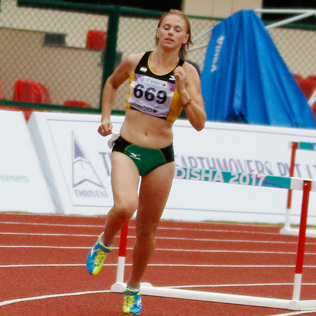
Kristina Pronschenko – ausgeschieden als Achte in 25,77 s

26. August 2015, 19:57 Uhr (13:57 Uhr MESZ)

Wind: +0,5 m/s
| Platz | Bahn | Name                  | Land           | Zeit (s) |
| ----- | ---- | --------------------- | -------------- | -------- |
| 1     | 2    | Dina Asher-Smith      | Großbritannien | 22,22 PB |
| 2     | 6    | Sherone Simpson       | Jamaika        | 22,52 SB |
| 3     | 3    | Iwet Lalowa-Collio    | Bulgarien      | 22,54 SB |
| 4     | 4    | Anna Kiełbasińska     | Polen          | 22,59    |
| 5     | 8    | Olga Safronowa        | Kasachstan     | 23,28 SB |
| 6     | 5    | Vitória Cristina Rosa | Brasilien      | 23,32    |
| 7     | 7    | Arialis Gandulla      | Kuba           | 23,35    |
| 8     | 9    | Kristina Pronschenko  | Tadschikistan  | 25,77    |

## Halbfinale
Aus den drei Halbfinalläufen qualifizierten sich die beiden Ersten jedes Laufes – hellblau unterlegt – und zusätzlich die beiden Zeitschnellsten – hellgrün unterlegt – für das Finale.

### Lauf 1
27. August 2015, 19:35 Uhr (13:35 Uhr MESZ)

Wind: −0,1 m/s
| Platz | Bahn | Name               | Land                | Zeit (s) |
| ----- | ---- | ------------------ | ------------------- | -------- |
| 1     | 4    | Elaine Thompson    | Jamaika             | 22.13    |
| 2     | 6    | Candyce McGrone    | USA                 | 22,26    |
| 3     | 9    | Iwet Lalowa-Collio | Bulgarien           | 22,32 PB |
| 4     | 5    | Mujinga Kambundji  | Schweiz             | 22,64 NR |
| 5     | 8    | Wiktorija Sjabkina | Kasachstan          | 22,77 NR |
| 6     | 7    | Bianca Williams    | Großbritannien      | 22,87    |
| 7     | 3    | Reyare Thomas      | Trinidad und Tobago | 23,03    |
| 8     | 3    | Maja Mihalinec     | Slowenien           | 23,04 PB |

Im ersten Halbfinale ausgeschiedene Sprinterinnen:

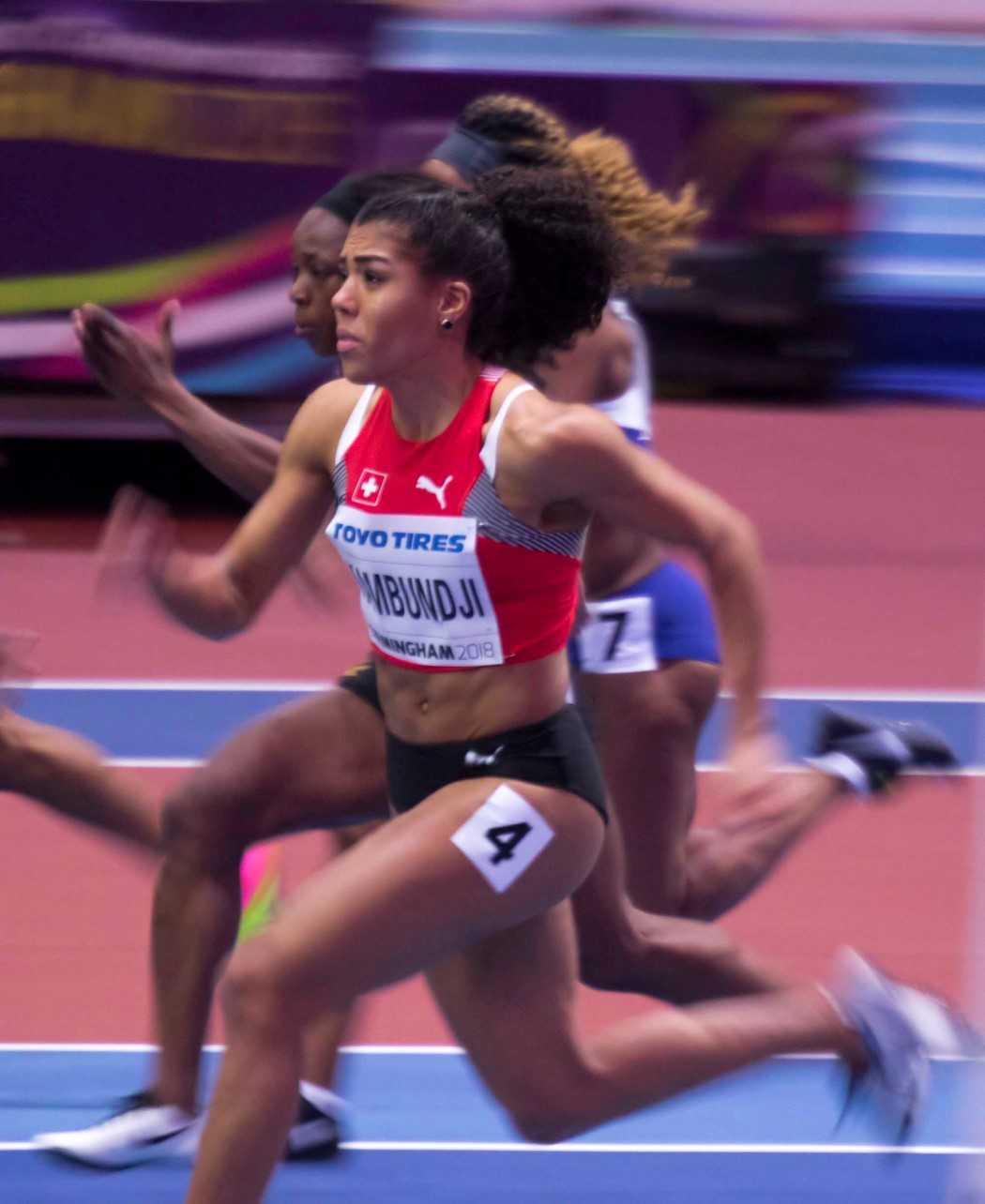
Mujinga Kambundji – Rang vier in 22,64 s (wie über 100 Meter Schweizer Landesrekord)
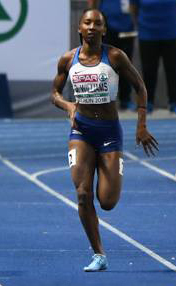
Bianca Williams Rang sechs in 22,87 s
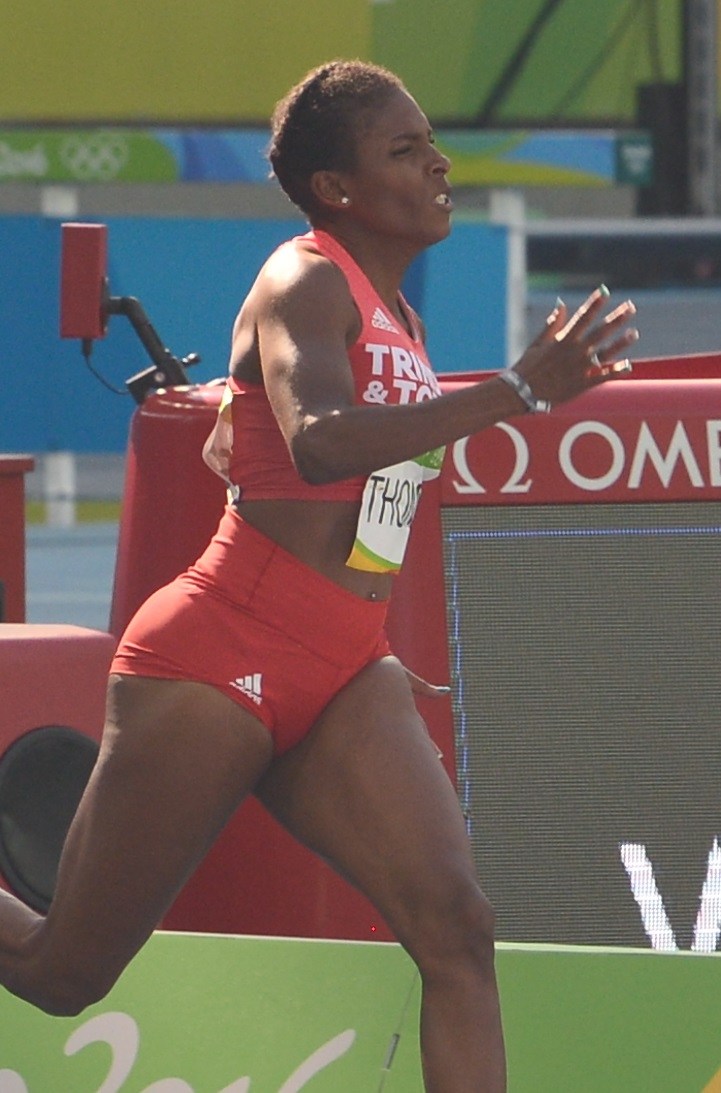
Reyare Thomas Rang sieben in 23,03 s
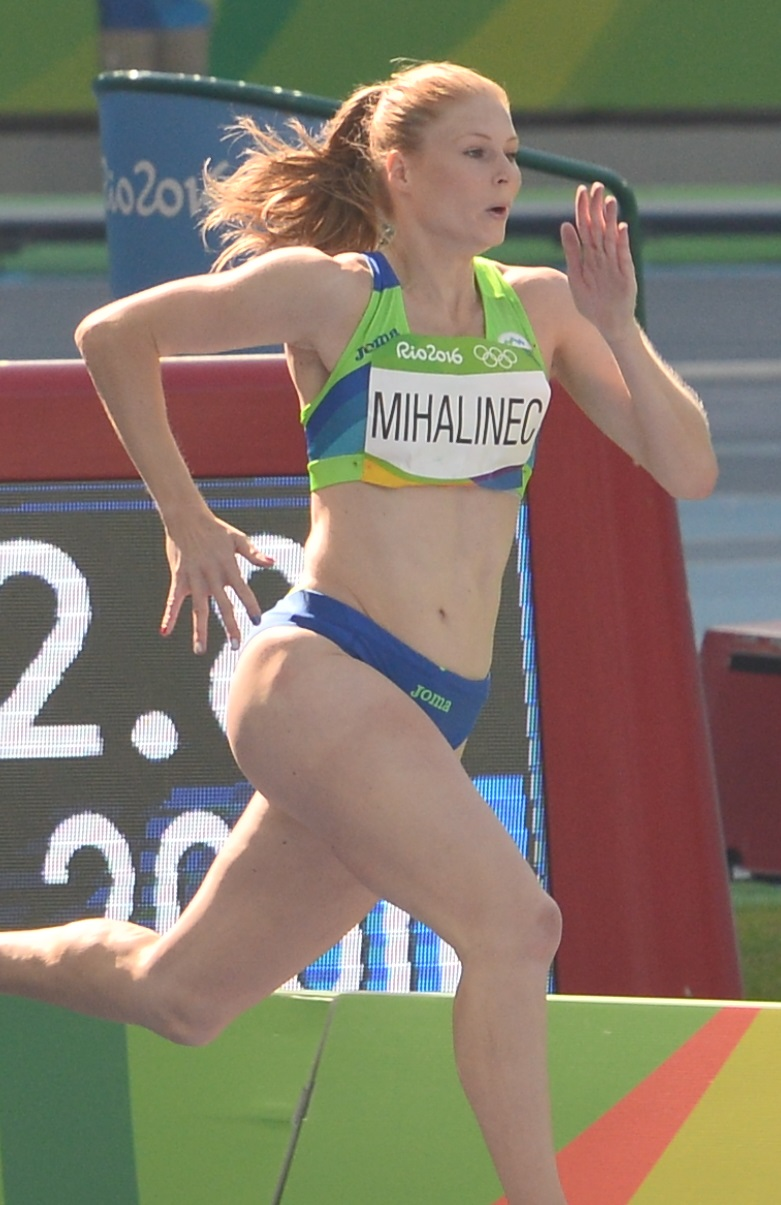
Maja Mihalinec Rang acht in 23,04 s

### Lauf 2
27. August 2015, 19:43 Uhr (13:43 Uhr MESZ)

Wind: −0,1 m/s
| Platz | Bahn | Name               | Land                | Zeit (s) |
| ----- | ---- | ------------------ | ------------------- | -------- |
| 1     | 6    | Dafne Schippers    | Niederlande         | 22,36    |
| 2     | 5    | Sherone Simpson    | Jamaika             | 22,53    |
| 3     | 7    | Marie-Josée Ta Lou | Elfenbeinküste      | 22,56 PB |
| 4     | 4    | Semoy Hackett      | Trinidad und Tobago | 22,75    |
| 5     | 8    | Jenna Prandini     | USA                 | 22,87    |
| 6     | 9    | Khamica Bingham    | Kanada              | 23,02    |
| 7     | 3    | Anna Kiełbasińska  | Polen               | 23,07    |
| 8     | 2    | Margaret Adeoye    | Großbritannien      | 23,34    |

Im zweiten Halbfinale ausgeschiedene Sprinterinnen:

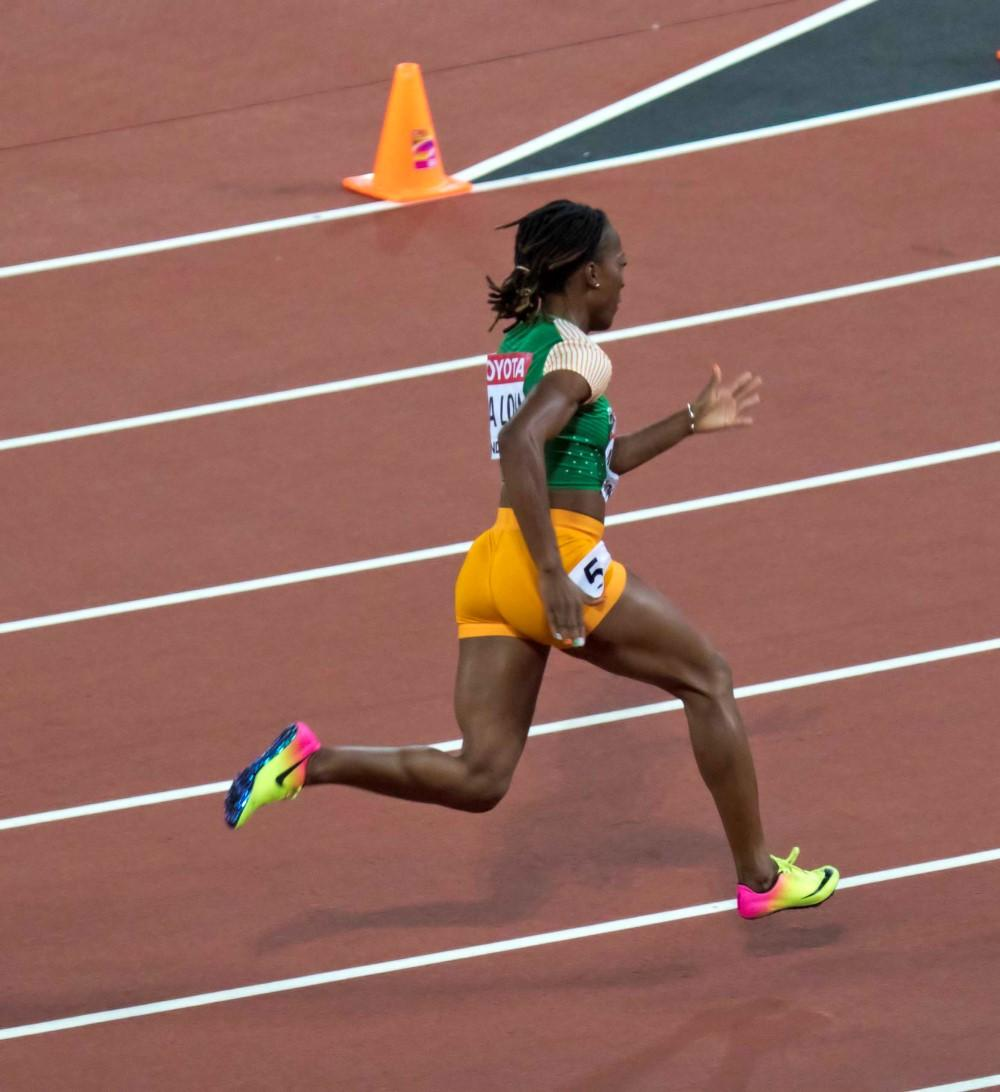
Marie-Josée Ta Lou Rang drei in 22,56 s
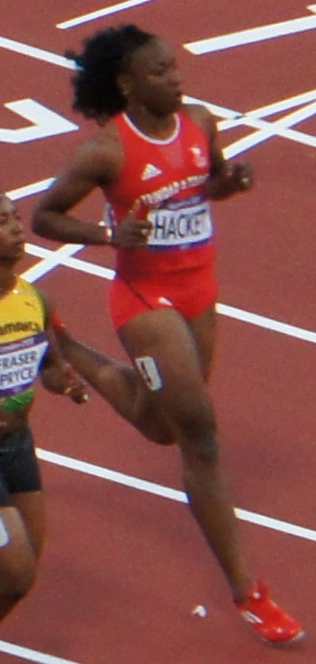
Semoy Hackett Rang vier in 22,75 s
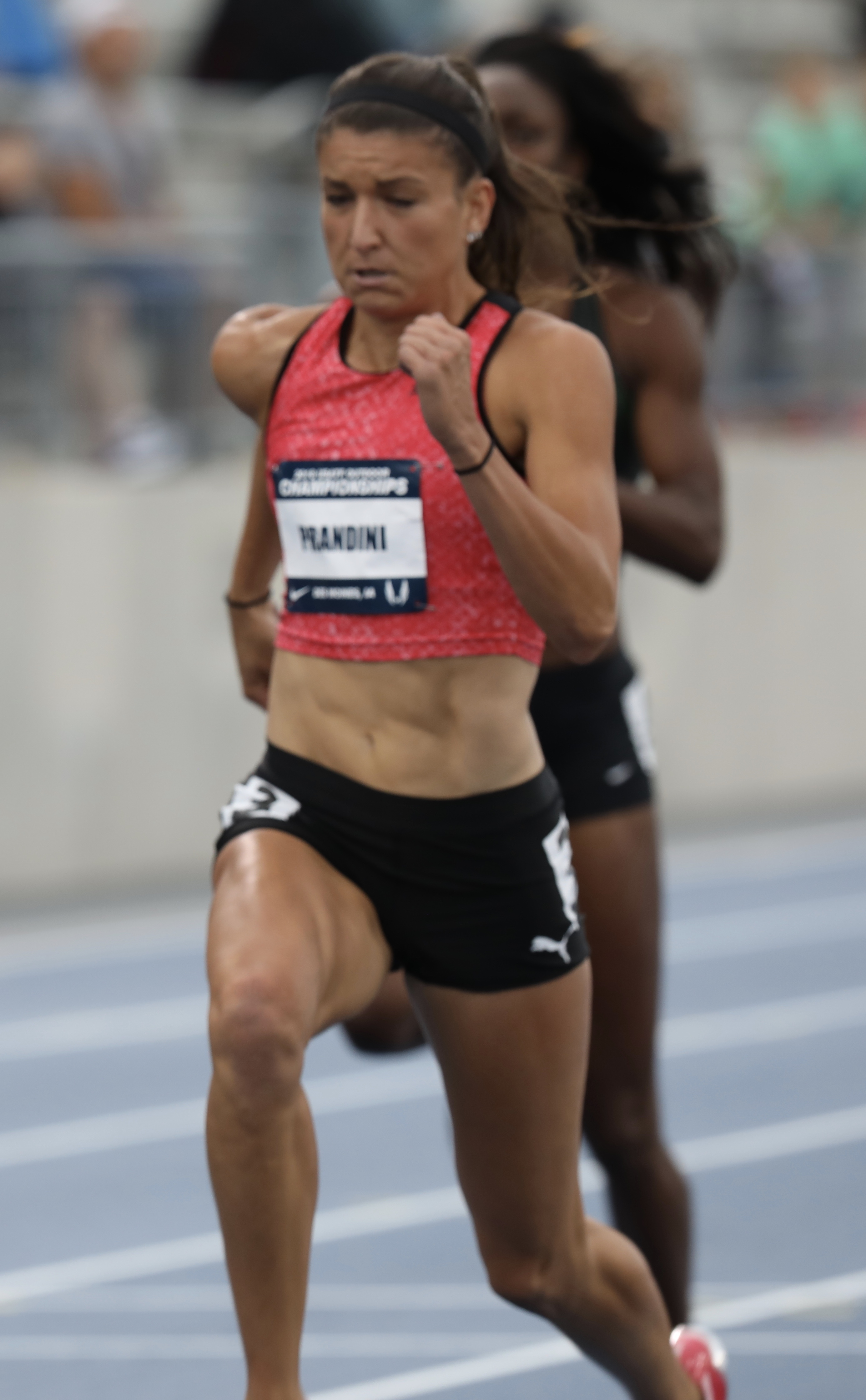
Jenna Prandini Rang fünf in 22,87 s
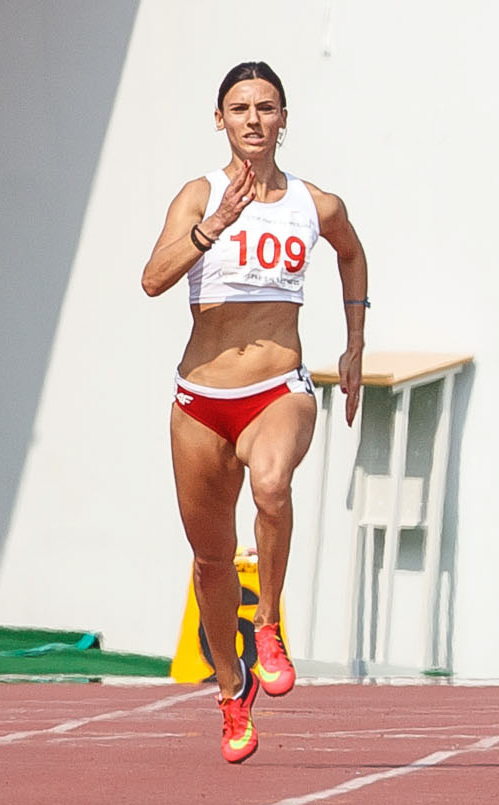
Anna Kiełbasińska Rang sieben in 23,07 s
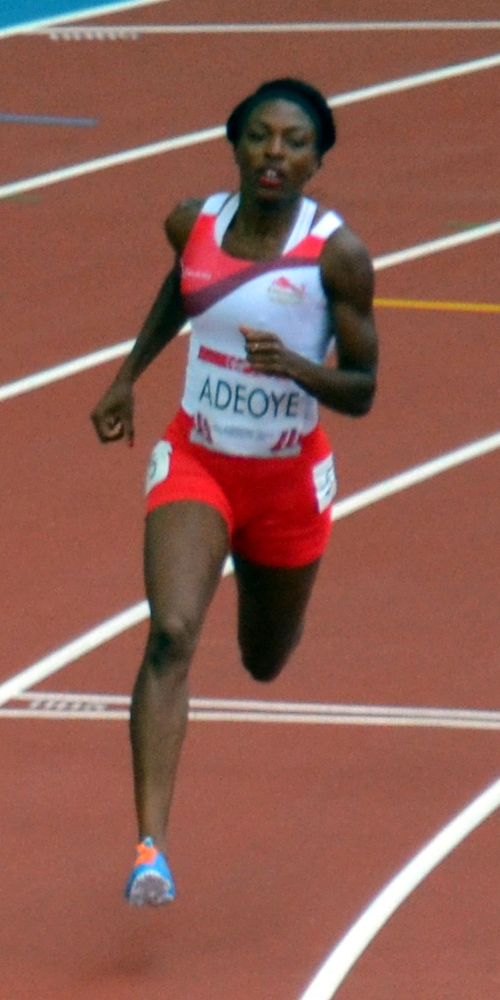
Margaret Adeoye Rang acht in 23,34 s

### Lauf 3
27. August 2015, 19:51 Uhr (13:51 Uhr MESZ)

Wind: −0,1 m/s
| Platz | Bahn | Name                    | Land           | Zeit (s) |
| ----- | ---- | ----------------------- | -------------- | -------- |
| 1     | 5    | Dina Asher-Smith        | Großbritannien | 22,12 PB |
| 2     | 6    | Jeneba Tarmoh           | USA            | 22,38    |
| 3     | 4    | Veronica Campbell-Brown | Jamaika        | 22,47 SB |
| 4     | 9    | Rosângela Santos        | Brasilien      | 22,87    |
| 5     | 7    | Gloria Hooper           | Italien        | 22,92 PB |
| 6     | 3    | Justine Palframan       | Südafrika      | 23,04    |
| 7     | 8    | Kimberly Hyacinthe      | Kanada         | 23,07    |
| 8     | 2    | Maria Belimbasaki       | Griechenland   | 23,28    |

Im dritten Halbfinale ausgeschiedene Sprinterinnen:

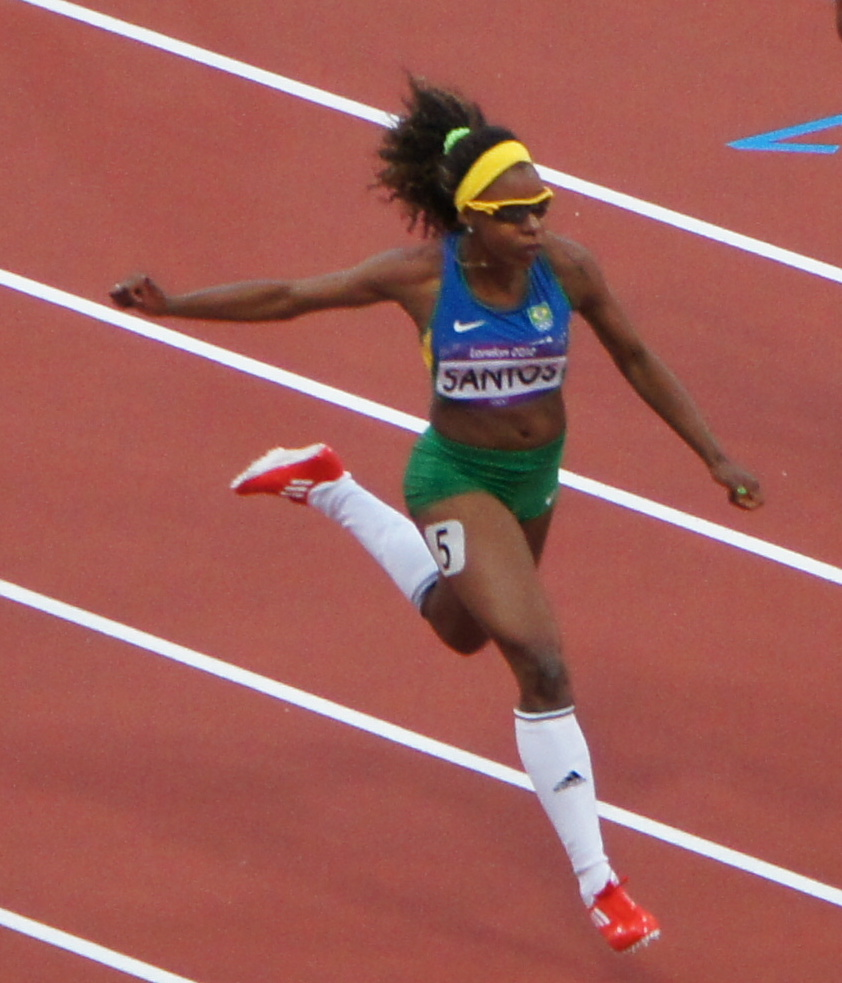
Rosângela Santos Rang vier in 22,87 s
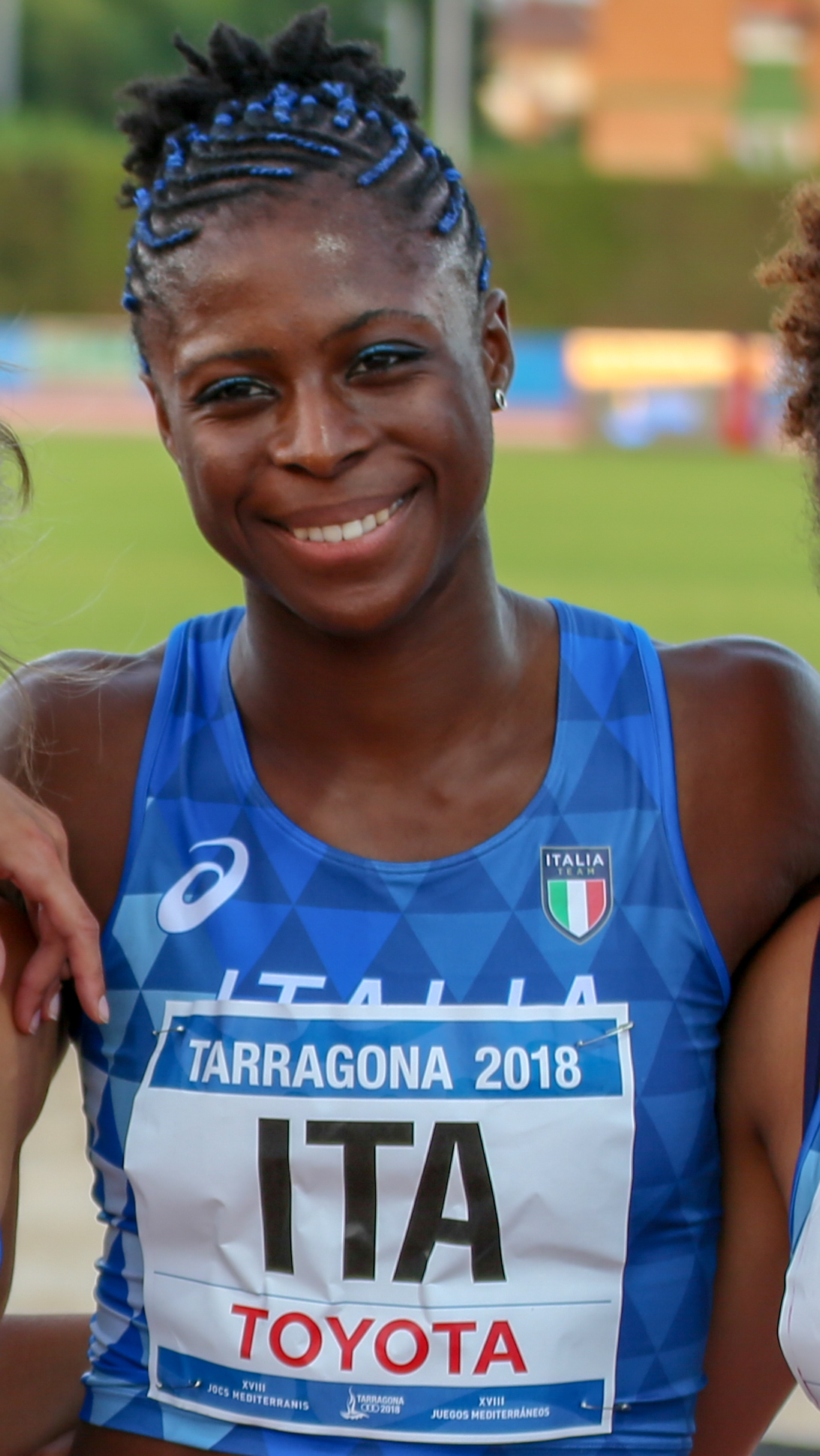
Gloria Hooper Rang fünf in 22,92 s
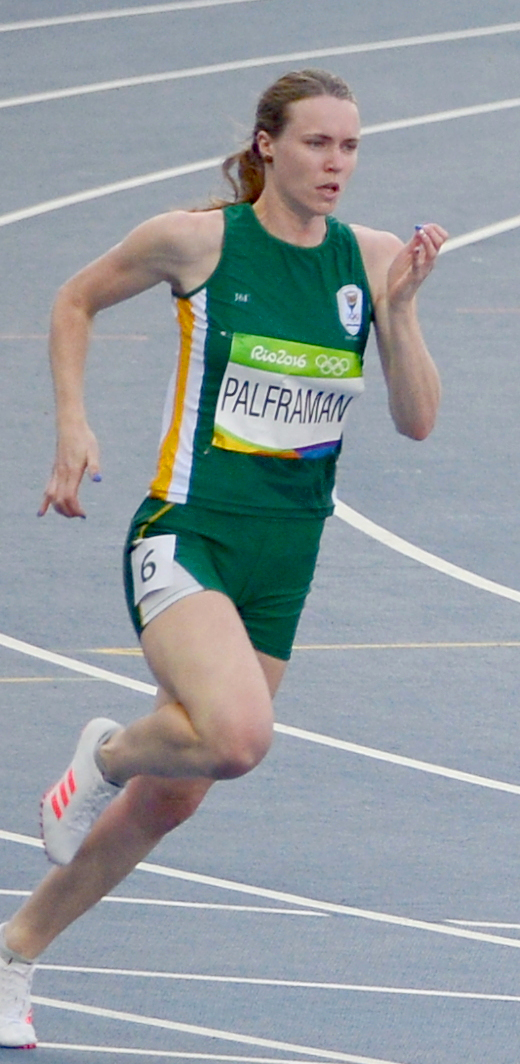
Justine Palframan Rang sechs in 23,04 s
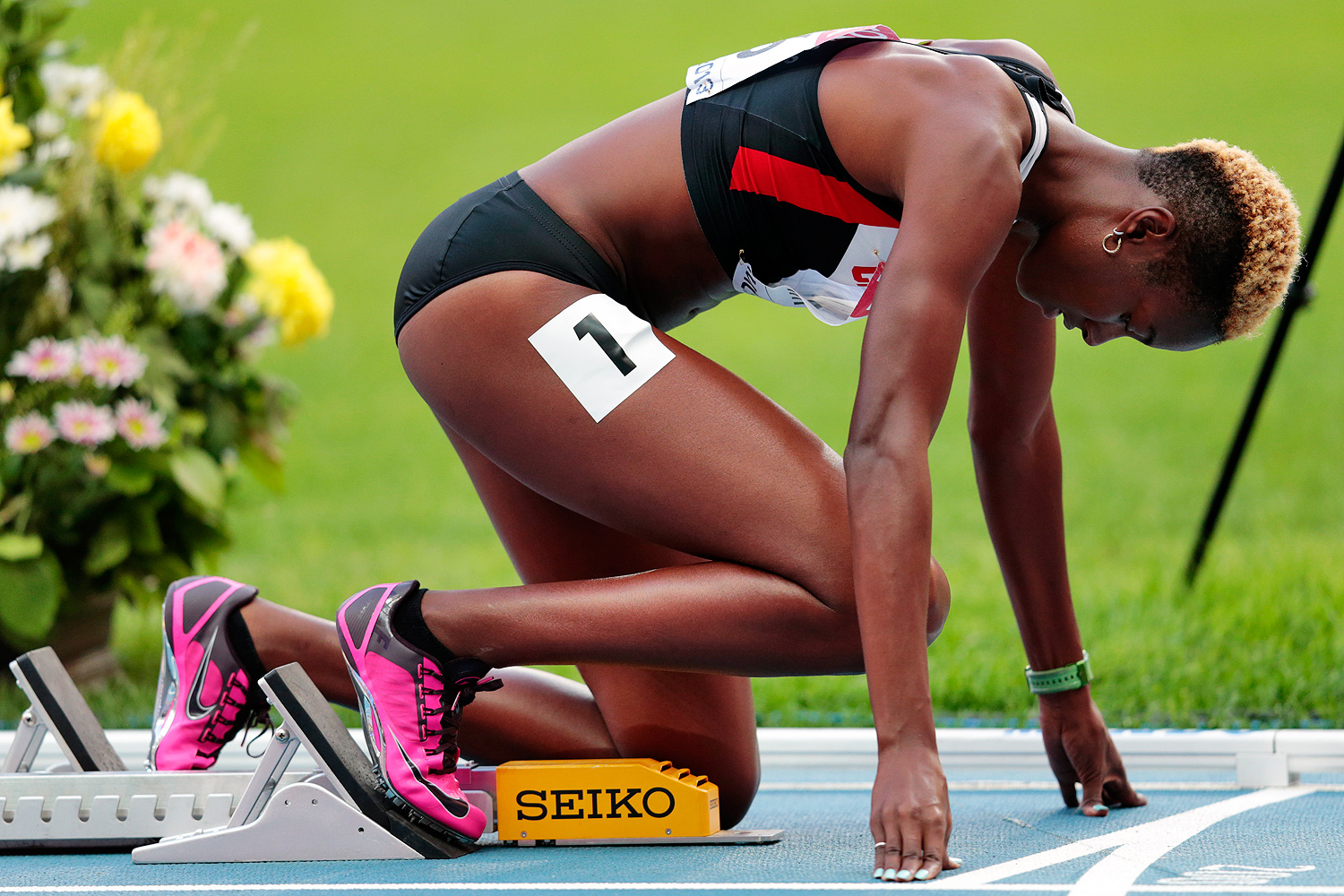
Kimberly Hyacinthe Rang sieben in 23,07 s
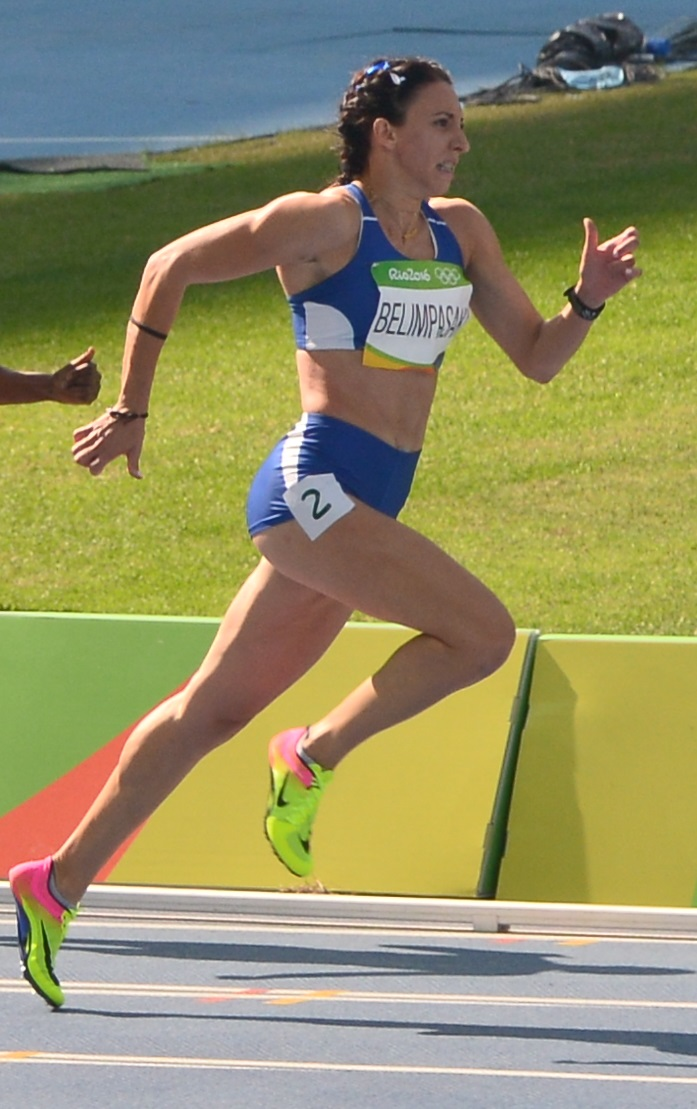
Maria Belimbasaki Rang acht in 23,28 s

## Finale
28. August 2015, 21:00 Uhr (15:00 Uhr MESZ)

Wind: +0,2 m/s
Wie schon über 100 Meter zeigten die Sprinterinnen bereits in den Vorläufen und vor allem Halbfinals ausgezeichnete Leistungen. So reichten Marie-Josee Ta Lou 22,56 s nicht für die Finalteilnahme. Die jamaikanische Titelverteidigerin und Olympiazweite von 2012 Shelly-Ann Fraser-Pryce. die hier bereits Weltmeisterin über 100 Meter geworden war, verzichtete auf eine Teilnahme am 200-Meter-Lauf. Zu den Favoritinnen gehörten vor allem die niederländische Europameisterin Dafne Schippers – hier bereits Vizeweltmeisterin über 100 Meter, die beiden Jamaikanerinnen Elaine Thompson – Vizeweltmeisterin von 2013, hier mit der zweitschnellsten Halbfinalzeit – und Veronica Campbell-Brown – Olympiasiegerin von 2008, Weltmeisterin von 2011 und WM-Dritte von 2013, die Britin Dina Asher-Smith als Halbfinalschnellste sowie die US-Amerikanerin Candyce McGrone – drittschnellste Zeit im Halbfinale.
In der ersten Kurve führten die beiden Jamaikanerinnen Thompson und Campbell-Brown sowie McGrone fast gleichauf. Schippers lag mit ihrer bekannten Startschwäche deutlich zurück. Auf der Zielgeraden löste sich Thompson von Campbell-Brown und McGrone. Es entwickelte sich jetzt ein Zweikampf zwischen Thompson und Schippers, die das weitaus beste Stehvermögen hatte und von hinten heranstürmte. Mit den letzten Schritten zog die Niederländerin auch noch an der Jamaikanerin vorbei und wurde Weltmeisterin mit hauchdünnen drei Hundertstelsekunden Vorsprung vor Elaine Thomas. Veronica Campbell-Brown blieb als Dritte noch unter 22 Sekunden. Candyce McGrone verpasste die Bronzemedaille um vier Hundertstelsekunden. Nur weitere sechs Hundertstelsekunden hinter ihr belegte Dina Asher-Smith Rang fünf vor der US-Amerikanerin Jeneba Tarmoh und der Bulgarin Iwet Lalowa-Collio. 22,50 Sekunden reichten für die Jamaikanerin Sherone Simpson lediglich zum achten Platz.

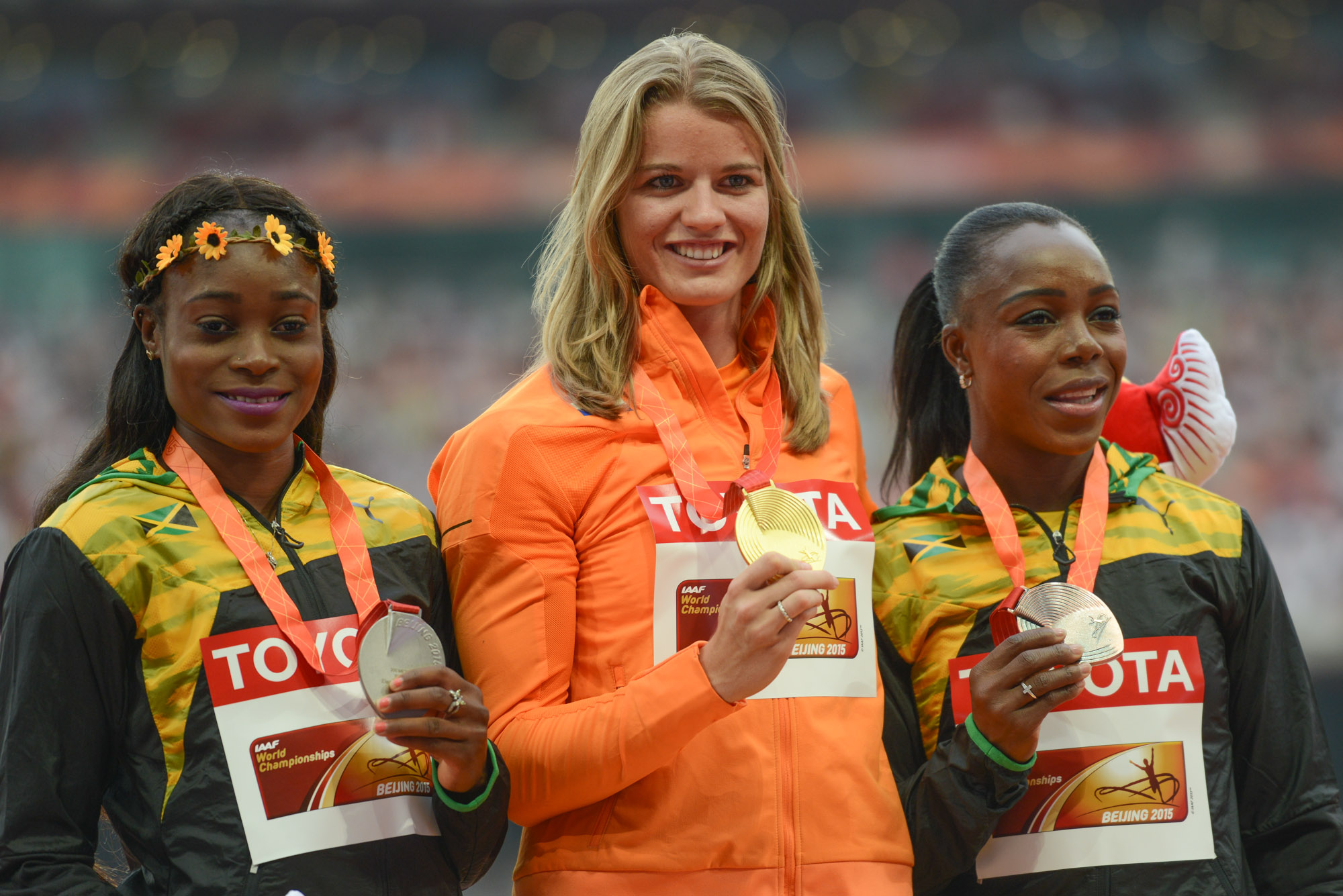
Die Medaillengewinnerinnen (v. l. n. r.):
Elaine Thompson, Dafne Schippers,
Veronica Campbell-Brown

Dafne Schippers gewann das Finale in 21,63 s und unterbot damit nicht nur Silke Möllers Weltmeisterschaftsrekord von 1987 – damals aufgestellt unter ihrem Mädchennamen Silke Gladisch, sondern auch den Europarekord (21,71 s) von Marita Koch – 1979 und 1984 – und Heike Drechsler – zweimal im Jahr 1986. Mit dieser Zeit reihte sich Schippers in der Weltbestenliste über 200 Meter als drittschnellste Läuferin aller Zeiten ein. Die zweitplatzierte Elaine Thompson belegte mit ihrer Zeit von 21,66 s in dieser Liste nun den fünften Platz. Dina Asher-Smith stellte als Fünfte in 22,07 s einen neuen Nationalrekord für Großbritannien auf, in der ewigen Weltbestenliste lag sie damit aktuell auf Platz 34.
| Platz | Bahn | Athletin                | Land           | Zeit (s)       |
| ----- | ---- | ----------------------- | -------------- | -------------- |
|       | 6    | Dafne Schippers         | Niederlande    | 21,63 CR/WL/ER |
|       | 5    | Elaine Thompson         | Jamaika        | 21,66 PB       |
|       | 2    | Veronica Campbell-Brown | Jamaika        | 21,97 SB       |
| 4     | 7    | Candyce McGrone         | USA            | 22,01 PB       |
| 5     | 4    | Dina Asher-Smith        | Großbritannien | 22,07 NR       |
| 6     | 8    | Jeneba Tarmoh           | USA            | 22,31          |
| 7     | 3    | Iwet Lalowa-Collio      | Bulgarien      | 22,41          |
| 8     | 9    | Sherone Simpson         | Jamaika        | 22,50 SB       |

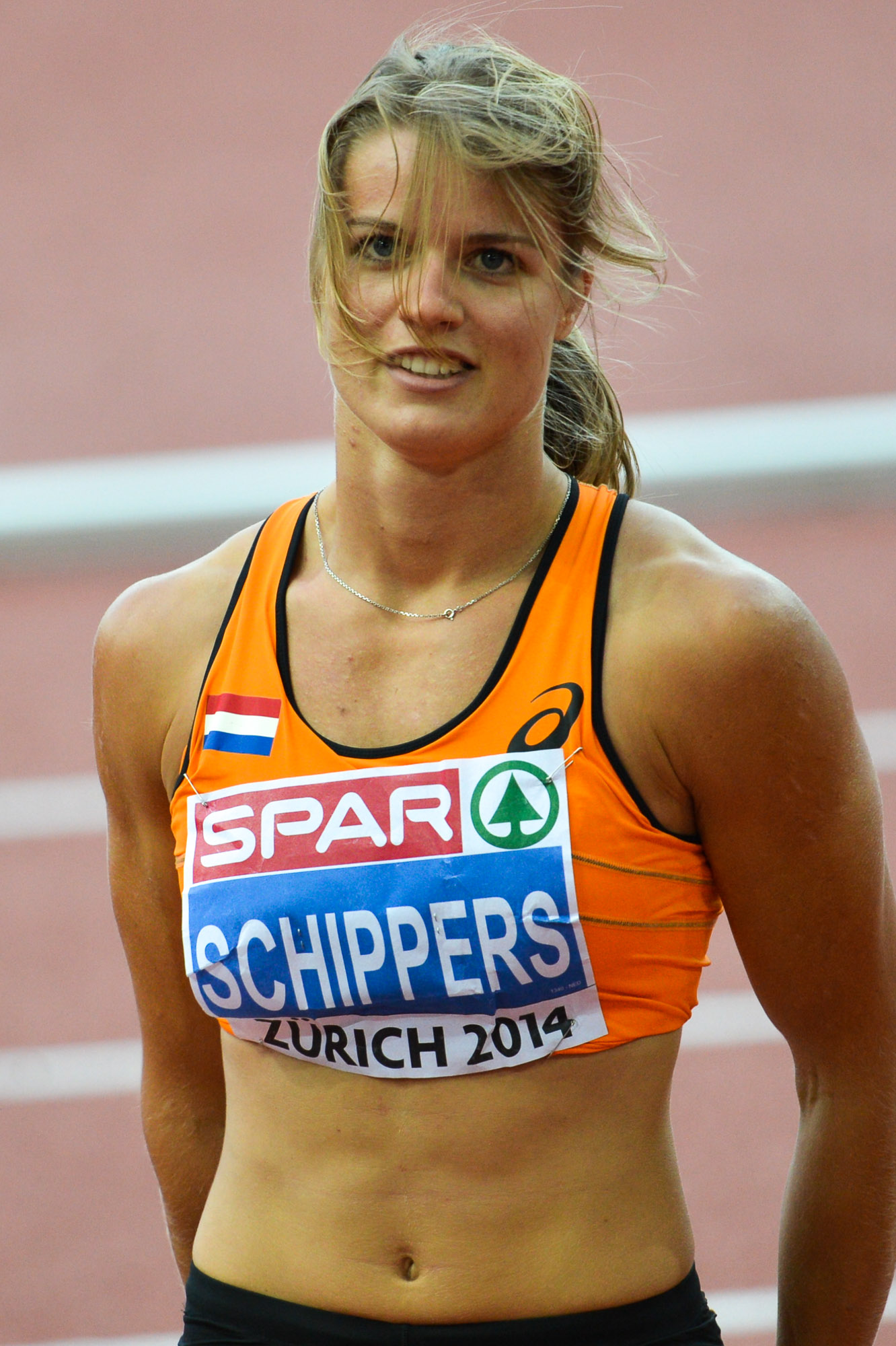
Weltmeisterin Dafne Schippers
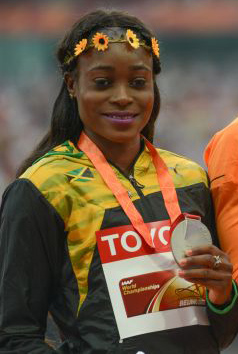
Vizeweltmeisterin Elaine Thompson
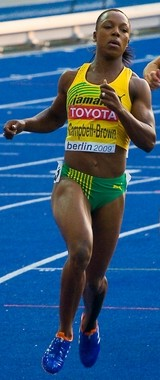
Bronzemedaillengewinnerin Veronica Campbell-Brown

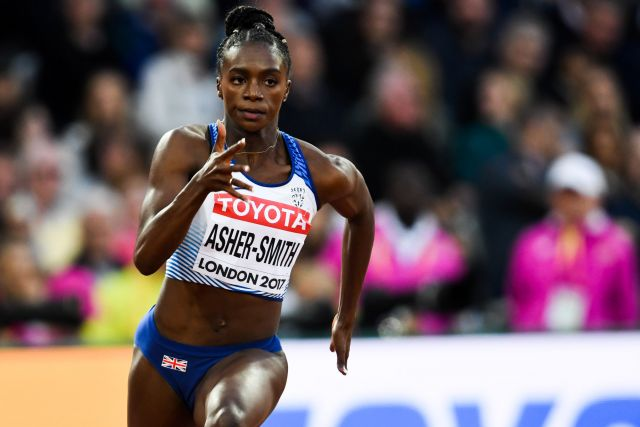
Dina Asher-Smith kam im Finale auf den fünften Platz
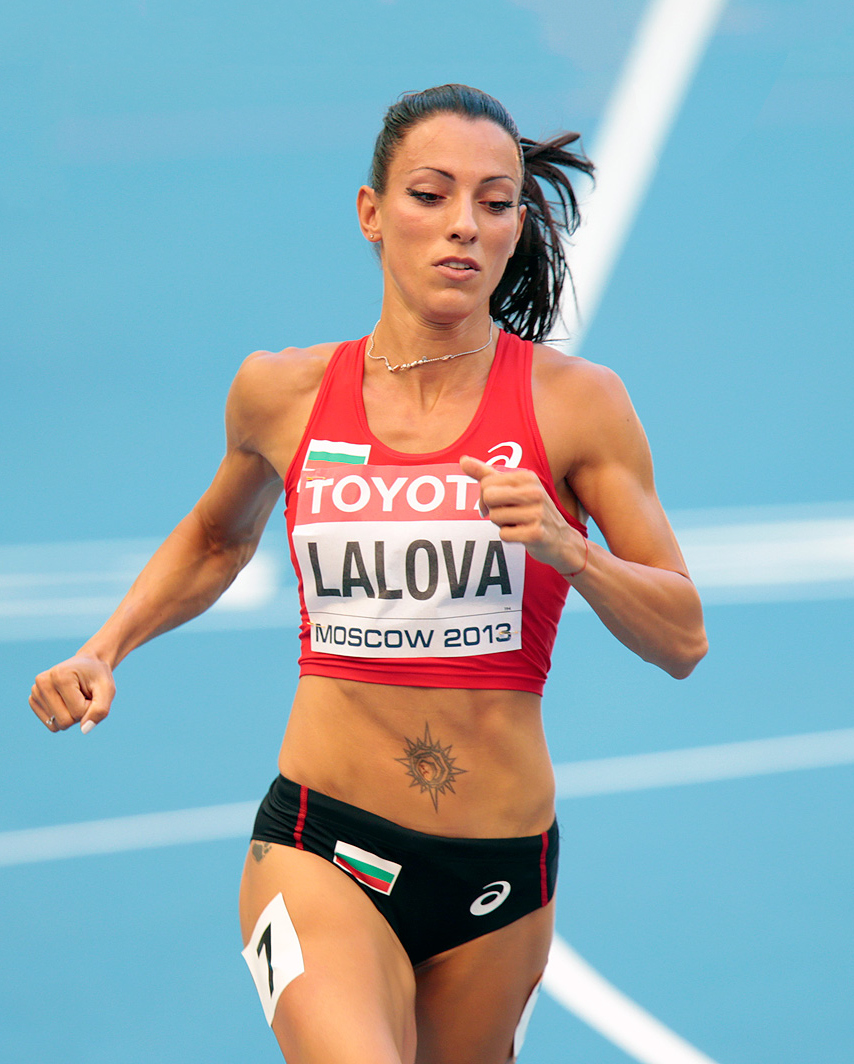
Rang sieben für Iwet Lalowa-Collio
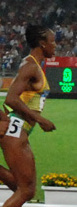
Sherone Simpson belegte im Finale Platz acht

^

## Video
- Dafne Schippers 21.63 CR Women's 200m Final IAAF World Championships Beijing 2015, youtube.com, abgerufen am 17. Februar 2021